# Pehkosaari (ö i Södra Karelen)
Pehkosaari är en ö i Finland. Den ligger i sjön Sarajärvi och i kommunerna Ruokolax och Rautjärvi och landskapet Södra Karelen, i den sydöstra delen av landet, 270 km nordost om huvudstaden Helsingfors. Öns area är 1,5 hektar och dess största längd är 360 meter i nord-sydlig riktning.